# Nakayama Masashi
Nakayama Masashi (中山 雅史 sinh ngày 23 tháng 9 năm 1967) là một cựu cầu thủ bóng đá Nhật Bản. Sinh ra ở Shizuoka, Gon Nakayama học tại Trường trung học Fujieda Higashi và Đại học Tsukuba trước khi gia nhập Yamaha Motors của Japan Soccer League. Anh treo giày vào năm 2012 ở tuổi 45 sau 3 mùa giải cho Hokkaido Consadole Sapporo, và sau đó quay lại thi đấu ba năm sau với Azul Claro Numazu ở Japan Football League, đội bóng đã giành quyền lên J3 League từ năm 2017.

## Thống kê sự nghiệp
| Đội tuyển bóng đá Nhật Bản | Đội tuyển bóng đá Nhật Bản | Đội tuyển bóng đá Nhật Bản |
| Năm                        | Trận                       | Bàn                        |
| -------------------------- | -------------------------- | -------------------------- |
| 1990                       | 1                          | 0                          |
| 1991                       | 0                          | 0                          |
| 1992                       | 6                          | 3                          |
| 1993                       | 8                          | 4                          |
| 1994                       | 0                          | 0                          |
| 1995                       | 4                          | 1                          |
| 1996                       | 0                          | 0                          |
| 1997                       | 2                          | 2                          |
| 1998                       | 10                         | 4                          |
| 1999                       | 1                          | 0                          |
| 2000                       | 7                          | 6                          |
| 2001                       | 8                          | 1                          |
| 2002                       | 3                          | 0                          |
| 2003                       | 3                          | 0                          |
| Tổng cộng                  | 53                         | 21                         |